# Нью-Гоуп (Теннессі)
Нью-Гоуп (англ. New Hope) — місто (англ. city) в США, в окрузі Меріон штату Теннессі. Населення — 987 осіб (2020).

## Географія
Нью-Гоуп розташований за координатами 34°59′55″ пн. ш. 85°40′7″ зх. д. / 34.99861° пн. ш. 85.66861° зх. д. (34.998482, -85.668672).  За даними Бюро перепису населення США в 2010 році місто мало площу 26,94 км², з яких 26,77 км² — суходіл та 0,16 км² — водойми.

## Демографія
Згідно з переписом 2010 року, у місті мешкали 1082 особи в 418 домогосподарствах у складі 304 родин. Густота населення становила 40 осіб/км².  Було 461 помешкання (17/км²).
Расовий склад населення:
| - 97,1 % — білих - 0,8 % — чорних або афроамериканців - 0,5 % — азіатів - 0,3 % — корінних американців |

До двох чи більше рас належало 1,3 %. Частка іспаномовних становила 0,4 % від усіх жителів.
За віковим діапазоном населення розподілялося таким чином: 23,8 % — особи молодші 18 років, 63,3 % — особи у віці 18—64 років, 12,9 % — особи у віці 65 років та старші. Медіана віку мешканця становила 42,8 року. На 100 осіб жіночої статі у місті припадало 100,0 чоловіків;  на 100 жінок у віці від 18 років та старших — 99,3 чоловіків також старших 18 років.
Середній дохід на одне домашнє господарство  становив 59 491 долар США (медіана — 44 453), а середній дохід на одну сім'ю — 65 724 долари (медіана — 51 083). Медіана доходів становила 44 688 доларів для чоловіків та 43 125 доларів для жінок. За межею бідності перебувало 28,6 % осіб, у тому числі 53,7 % дітей у віці до 18 років та 22,1 % осіб у віці 65 років та старших.
Цивільне працевлаштоване населення становило 437 осіб. Основні галузі зайнятості: виробництво — 20,8 %, освіта, охорона здоров'я та соціальна допомога — 16,5 %, роздрібна торгівля — 11,2 %, будівництво — 10,1 %.